# Acacia harpophylla
Acacia harpophylla é uma espécie de leguminosa do gênero Acacia, pertencente à família Fabaceae.